# William Simba
William Simba (26 maart 2001) is een Belgisch voetballer die sinds 2024 uitkomt voor Patro Eisden Maasmechelen.

## Carrière
Simba genoot een deel van zijn jeugdopleiding bij Royal Excel Moeskroen. In juli 2020 ondertekende hij er zijn eerste profcontract. Op 14 augustus 2021 maakte hij er zijn officiële debuut in het eerste elftal: op de eerste competitiespeeldag in Eerste klasse B kreeg hij tegen RWDM een basisplaats van trainer Enzo Scifo. Onder José Jeunechamps verdween hij wat uit beeld. Op de twee laatste competitiespeeldagen kreeg hij toch weer kansen: op de voorlaatste speeldag kwam hij tegen KVC Westerlo (2-6-verlies) nog voor het halfuur de geblesseerde Marko Bakić vervangen, en op de slotspeeldag speelde hij tegen Waasland-Beveren zelfs de volledige wedstrijd. In deze wedstrijd verschalkte hij in de 71e minuut zijn eigen doelman Martin Delavallée. Simba zorgde zo voor het laatste tegendoelpunt ooit in de clubgeschiedenis, want op 31 mei 2022 vroeg Excel Moeskroen het faillissement aan.
Op 22 juni 2022 tekende Simba, die door het faillissement van Moeskroen transfervrij was, bij Club NXT. Tijdens de seizoensvoorbereiding liep hij een blessure op, waardoor hij pas op 11 november 2022 zijn officiële debuut kon maken voor Club NXT in Eerste klasse B. Op de slotspeeldag van de reguliere competitie kreeg hij pas zijn eerste basisplaats: in het 0-0-gelijkspel tegen SL 16 FC bleef hij een hele wedstrijd op het veld. In de play-offs kwam hij in alle tien de wedstrijden aan de aftrap, slechts eenmaal (op de zesde speeldag tegen Lierse Kempenzonen) werd hij vroegtijdig gewisseld.
Simba, wiens contract nog voor het einde van het seizoen 2022/23 was opengebroken tot medio 2024, kwam in zijn tweede seizoen bij Club NXT tot 25 wedstrijden. De Brusselaar mocht weliswaar in slechts 10 van die 25 competitiewedstrijden starten. Na afloop van het seizoen 2023/24 verliet hij Club Brugge, al bleef hij er wel nog een tijdje trainen in afwachting van een nieuwe club. Begin september 2024 zette hij zijn koffers neer bij Patro Eisden Maasmechelen, waar hij een tweejarig contract ondertekende.

## Clubstatistieken
| Seizoen         | Club                  | Land            | Competitie      | Competitie | Competitie | Beker | Beker | Supercup | Supercup | Europees | Europees | Totaal | Totaal |
| Seizoen         | Club                  | Land            | Competitie      | Wed.       | Dlp.       | Wed.  | Dlp.  | Wed.     | Dlp.     | Wed.     | Dlp.     | Wed.   | Dlp.   |
| --------------- | --------------------- | --------------- | --------------- | ---------- | ---------- | ----- | ----- | -------- | -------- | -------- | -------- | ------ | ------ |
| 2021/22         | Royal Excel Moeskroen | Vlag van België | Eerste klasse B | 9          | 0          | 2     | 0     | —        | —        | —        | —        | 11     | 0      |
| 2022/23         | Club NXT              | Vlag van België | Eerste klasse B | 15         | 0          | —     | —     | —        | —        | —        | —        | 15     | 0      |
| 2023/24         | Club NXT              | Vlag van België | Eerste klasse B | 25         | 0          | —     | —     | —        | —        | —        | —        | 25     | 0      |
| 2024/25         | Patro Eisden          | Vlag van België | Eerste klasse B | 0          | 0          | 0     | 0     | —        | —        | —        | —        | 0      | 0      |
| Carrière totaal | Carrière totaal       | Carrière totaal | Carrière totaal | 49         | 0          | 2     | 0     | 0        | 0        | 0        | 0        | 51     | 0      |

Bijgewerkt op 9 september 2024.